# リテラトゥーロス・ランカイ
リテラトゥーロス・ランカイ（リトアニア語: Literatūros lankai）は、南北アメリカで発行されていたリトアニア語の文芸雑誌。1952年から1959年までブエノスアイレスで不定期で刊行されていた。

## 歴史
アメリカ合衆国のボルティモアおよびアルゼンチンのブエノスアイレスで編集された。全8号。執筆していた者の多くは新世代の作家らで、ユルギス・ブレカイティス、カジース・ブラドゥーナス、ユオザス・ケクシュタス、レオナス・レタス、アンタナス・マツェイナ、アルギマンタス・マツクス、ヨナス・メカス、ヘンリカス・ナギース、アルフォンサス・ニーカ＝ニリューナス、ヘンリカス・ラダウスカス、ヴラダス・シュライタス、カジミエラス・バレナス、ヴィータウタス・ステポナス・ヤナヴィチュス、マリュス・カティリシュキス、ユリュス・カウパス、アルギルダス・ランズベルギス、ユオザス・ギルニュス、アルギルダス・ユリュス・グレイマスらが関わっていた。
編集者はカジース・ブラドゥーナスおよびユオザス・ケクシュタス。